# پراگسدورف
پراگسدورف (به آلمانی: Pragsdorf) یک شهر در آلمان است که در مکلنبورگیشه زنپلاته واقع شده‌است. پراگسدورف ۵۳۰ نفر جمعیت دارد.